# Victoriano Santos Iriarte
Victoriano Santos Iriarte (Canelones, 2 de novembre, 1902 - Montevideo, 10 de novembre, 1968) fou un futbolista uruguaià.
Jugà al Racing Club de Montevideo, al CA Peñarol i a la selecció de l'Uruguai. Amb aquesta fou campió del món el 1930, on a més marcà dos gols.